# رينا لويس
رينا لويس (بالإنجليزية: Reina Lewis)‏ هي مؤرخة الفن بريطانية، ولدت في 1963.